# NGC 7024
NGC 7024 ist ein Asterismus im Sternbild Cygnus. Er wurde am 17. Oktober 1786 von Wilhelm Herschel entdeckt.